# Eira Vedra
Eira Vedra is een plaats (freguesia) in de Portugese gemeente Vieira do Minho en telt 706 inwoners (2001).